# Suriname ai Giochi della XXVIII Olimpiade
Il Suriname partecipò ai Giochi della XXVIII Olimpiade, svoltisi ad Atene, Grecia, dal 13 al 29 agosto 2004, con una delegazione di 4 atleti impegnati in due discipline.

## Risultati

### Atletica leggera
| Q | Qualificato al turno successivo per la posizione in qualificazione                                                           |
| q | Qualificato per il turno successivo per ripescaggio o, negli eventi su campo, conquistando la misura minima per qualificarsi |

Maschile
Eventi su pista e strada
| Atleta        | Evento      | Batteria  | Batteria   | Semifinale      | Semifinale      | Finale          | Finale          |
| Atleta        | Evento      | Risultato | Classifica | Risultato       | Classifica      | Risultato       | Classifica      |
| ------------- | ----------- | --------- | ---------- | --------------- | --------------- | --------------- | --------------- |
| Cornelis Sibe | 800 m piani | 2'00"86   | 8º         | non qualificato | non qualificato | non qualificato | non qualificato |

Femminile
Eventi su pista e strada
| Atleta          | Evento      | Batteria  | Batteria   | Semifinale | Semifinale | Finale          | Finale          |
| Atleta          | Evento      | Risultato | Classifica | Risultato  | Classifica | Risultato       | Classifica      |
| --------------- | ----------- | --------- | ---------- | ---------- | ---------- | --------------- | --------------- |
| Letitia Vriesde | 800 m piani | 2'01"70   | 4ª q       | 2'06"95    | 8ª         | non qualificata | non qualificata |

### Nuoto
Maschile
| Atleta                 | Evento         | Batteria  | Batteria   | Semifinale      | Semifinale      | Finale          | Finale          |
| Atleta                 | Evento         | Risultato | Classifica | Risultato       | Classifica      | Risultato       | Classifica      |
| ---------------------- | -------------- | --------- | ---------- | --------------- | --------------- | --------------- | --------------- |
| Gordon Touw Ngie Tjouw | 100 m farfalla | 56"68     | 51º        | non qualificata | non qualificata | non qualificata | non qualificata |

Femminile
| Atleta    | Evento            | Batteria  | Batteria   | Semifinale      | Semifinale      | Finale          | Finale          |
| Atleta    | Evento            | Risultato | Classifica | Risultato       | Classifica      | Risultato       | Classifica      |
| --------- | ----------------- | --------- | ---------- | --------------- | --------------- | --------------- | --------------- |
| Sade Daal | 50 m stile libero | 29"27     | 54ª        | non qualificata | non qualificata | non qualificata | non qualificata |